# Сливје (Хрпеље-Козина)
Сливје (словен. Slivje, итал. Slivia di Castelnuovo) је насељено место у општини Хрпеље-Козина, Обално-Крашка регија, Словенија.

## Историја
До територијалне реорганизације у Словенији било је у саставу старе општине Сежана.

## Становништво
У попису становништва из 2011. године, Сливје је имало 117 становника.
| Број становника према пописима | Број становника према пописима | Број становника према пописима |
| ------------------------------ | ------------------------------ | ------------------------------ |
| 1991                           | 2002                           | 2011                           |
| 125                            | 108                            | 117                            |